# わたなべあや
わたなべ あや（1978年 - ）は、日本の絵本作家。

## 来歴
1978年、東京都生まれ。武蔵野美術短期大学グラフィックデザイン科卒業。大学在学中より絵本の創作をスタートし、卒業後は絵本創作ワークショップで学ぶ。

## 人物
子どもの頃から絵を描くのが好きで、小学校低学年から近所の絵画教室に通っていた。新聞や少女雑誌のイラストコーナーにイラスト投稿を行い、掲載されることがあった。子どもの頃のお気に入りの絵本は、かこさとしの『どろぼうがっこう』(偕成社)。

## 作品の傾向
食べ物を主人公にしたユーモアあふれる絵本が多い。
子ども(娘と息子)をモデルにすることがある。たとえば、『おとうふちゃん』は娘がモデル、『コアラのココアくん』の兄妹ココアくんとクリームちゃんは、息子と娘をモデルにしている。

## 主な著作

### 絵本
- 『なっとうぼうや』（2004年12月、学研、ISBN 978-4052022944）
- 『ふりかけの神さま』 作／令丈ヒロ子（2006年5月、佼成出版社、ISBN 978-4333022106）
- 『うめぼしくん』（2007年7月、学研、ISBN 978-4052028571）
- 『トイレでうんちできたかな？』（2008年7月、イースト・プレス、ISBN 978-4872579345）
- 『おせちいっかのおしょうがつ』（2008年11月、佼成出版社、ISBN 978-4333023608）
- 『おとうふちゃん』（2009年9月、学研、ISBN 978-4052031977）
- 『いちごだいふくちゃん』（2009年11月、PHP研究所、ISBN 978-4569780146）
- 『いーれーてー』（2010年3月、アリス館、ISBN 978-4752004707）
- 『おたんじょうびのケーキちゃん』 作／もとしたいづみ（2011年3月、佼成出版社、ISBN 978-4333024810）
- 『ごはんのとも』（2011年8月、アリス館、ISBN 978-4752005582）
- 『おやすみやさい』（2012年9月、ひかりのくに、ISBN 978-4564010378）
- 『すっぽんぽーん』（2012年9月、ひかりのくに、ISBN 978-4564010385）
- 『ごめんやさい』（2013年9月、ひかりのくに、ISBN 978-4564010484）
- 『おはようサラダ』（2013年9月、ひかりのくに、ISBN 978-4564010491）
- 『ありがとまと』（2015年4月、ひかりのくに、ISBN 978-4564010873）
- 『かたづけやさーい』（2015年4月、ひかりのくに、ISBN 978-4564010880）
- 『ショコラくんのおこさまランチ』（2015年11月、教育画劇、ISBN 978-4774620220）
- 『レッツゴーおべんとう！』（2016年3月、白泉社、ISBN 978-4592761945）
- 『ないちゃったまねぎ』（2016年6月、ひかりのくに、ISBN 978-4564010958）
- 『も・や・し～！』（2016年6月、ひかりのくに、ISBN 978-4564010941）
- 『えだまめきょうだい』 文／苅田澄子（2016年8月、アリス館、ISBN 978-4752007609）